# Stéphan Perrot
Stéphan Perrot (* 19. Juni 1977 in Nizza) ist ein ehemaliger französischer Schwimmer. Er gewann bei Europameisterschaften je eine Gold- und Bronzemedaille auf der 50 Meter-Bahn sowie zweimal Gold und einmal Silber auf der 25-Meter-Bahn. Bei Mittelmeerspielen erschwamm er einmal Gold und zweimal Silber.

## Sportliche Karriere
Perrot startete zunächst für Olympic Nizza und dann für CS Clichy 92.
Bei den Olympischen Spielen 1996 in Atlanta schwamm Perrot die 23. Vorlaufzeit über 200 Meter Brust unter 34 Teilnehmern. Im Juni 1997 bei den Mittelmeerspielen in Bari wurde Perrot über 100 Meter Brust Zweiter hinter dem Italiener Domenico Fioravanti, über 200 Meter Brust siegte Perrot vor dem Italiener. Sehr knapp fiel die Entscheidung in der 4-mal-100-Meter-Lagenstaffel aus. Die Italiener schlugen 0,06 Sekunden vor den Franzosen an. Romain Barnier, Stéphan Perrot, Franck Esposito und Julien Sicot erhielten die Silbermedaille. Im August war dann Sevilla Austragungsort der Europameisterschaften. Perrot belegte den sechsten Platz über 200 Meter Brust. Anfang 1998 bei den Weltmeisterschaften in Perth schied Perrot über 200 Meter Brust als 13. der Vorläufe aus. Bei den Kurzbahneuropameisterschaften in Sheffield Ende des Jahres siegte der Brite Adam Whitehead über 200 Meter Brust, Perrot schlug als Zweiter an.
1999 wurde Perrot über 100 Meter Brust Dritter der Europameisterschaften in Istanbul. Während Fioravanti als Sieger einen deutlichen Vorsprung herausschwamm, schlug der Deutsche Mark Warnecke al Zweiter nur 0,11 Sekunden vor Perrot an. Über 200 Meter Brust siegte Perrot mit 0,42 Sekunden Vorsprung vor dem Russen Dmitri Komornikow, 0,08 Sekunden dahinter erreichte mit Yohann Bernard der zweite Franzose das Ziel. Die 4-mal-100-Meter-Lagenstaffel mit Simon Dufour, Perrot, Esposito und Barnier wurde Fünfte mit 0,34 Sekunden Rückstand auf die Medaillenränge. Ende 1999 bei den Kurzbahneuropameisterschaften in Lissabon siegte Perrot über 200 Meter Brust mit über zwei Sekunden Vorsprung vor dem Portugiesen José Couto.
Im Frühsommer 2000 bei den Europameisterschaften in Helsinki schied Perrot sowohl über 100 Meter Brust als auch über 200 Meter Brust im Vorlauf aus. Bei den Olympischen Spielen 2000 in Sydney erreichte Perrot das B-Finale und belegte in der Gesamtabrechnung den 12. Platz. Ende des Jahres siegte Perrot über 200 Meter Brust bei den Kurzbahneuropameisterschaften in Valencia vor dem Olympiasieger Fioravanti. Über 100 Meter Brust wurde Perrot Vierter mit 0,13 Sekunden Rückstand auf den Drittplatzierten.
In den Jahren nach 2000 stand Perrot nicht mehr so im Vordergrund. Bei der Universiade 2003 belegte er den siebten Platz über 200 Meter Brust. Im Jahr darauf bei den Europameisterschaften 2004 wurde er noch einmal Sechster über 200 Meter Brust.